# Viticoltura in Paraguay
La viticoltura in Paraguay non è molto conosciuta al di fuori del Paese e non ha esportazione di vino prodotto dal 2022.

## Storia
La storia del vino paraguaiano rientra in tre categorie cronologiche distinte. Nel periodo missionario iniziato alla fine del XVI secolo, i missionari gesuiti di lingua spagnola piantarono uva europea (vitis vinifera) come parte dell’obiettivo culturale di creare una comunità cristiana autosufficiente. Dopo l’indipendenza del Paraguay all’inizio del XIX secolo, la viticoltura si estinse in quanto il paese si rivolse ad altre bevande, come quelle a base di erba mate e birra, e la sua domanda di vino per le funzioni cristiane fu soddisfatta dalle importazioni. Nel 1908 Carlos Voigt, viticoltore di origini tedesche, iniziò a coltivare uva nel dipartimento di Guairá. Ciò ha segnato la rinascita dell'industria vinicola paraguaiana. la viticoltura nel Paese fiorì e i vigneti crebbero fino a raggiungere i 4.000 ettari. Nel 2021, tuttavia, i vigneti coprivano solo 377 ettari e il volume di produzione di vino era di 17.000 ettolitri.